# Stenoneurellys convergens
Stenoneurellys convergens är en tvåvingeart som beskrevs av Borgmeier 1924. Stenoneurellys convergens ingår i släktet Stenoneurellys och familjen puckelflugor. Inga underarter finns listade i Catalogue of Life.